# جين فرانك
جين فرانك (بالإنجليزية: Jane Frank)‏ هي رسامة أمريكية، ولدت في 25 يوليو 1918 في بالتيمور في الولايات المتحدة، وتوفي بنفس المكان في 31 مايو 1986.